# Nòctul gros
El nòctul gros (Nyctalus noctula) és una espècie present a Europa, Àsia i Àfrica del Nord.

## Descripció
És un rat penat gran i robust, amb unes orelles molt curtes que, plegades endavant, arriben a la meitat de la distància entre l'ull i el musell. El tragus també és curt i ample i té forma de bolet. Com tots els nòctuls, té les ales llargues i estretes i uns polzes curts i robustos que li serveixen per a desplaçar-se per terra.
A l'estiu el pelatge és de color marró torrat pel dors i més clar pel ventre, i en arribar la tardor adquireix una tonalitat marró pàl·lida amb lleugers reflexos grisos. A diferència del nòctul petit, els pèls són d'un sol color. Les orelles i el patagi són marrons negrosos. Les cries solen ser més fosques que els adults.
Dimensions corporals: cap + cos (60 - 85 mm), cua (38 - 61 mm), avantbraç (45 - 58 mm) i envergadura alar (320 - 400 mm).
Pes: 15 - 46 g.

## Hàbitat
Boscos, tant de coníferes com caducifolis. Com tots els seus congèneres, és de costums arborícoles i cerca refugi a les cavitats dels arbres, tot i que també es pot amagar en esquerdes i fissures dels edificis, sobretot a l'hivern.

## Distribució
Es troba per Europa, especialment l'Europa central i de l'Est, i a determinades regions de l'Àsia. És present a Mallorca i Menorca

## Costums
Surt d'hora del seu refugi, fins i tot abans que es pongui el sol, però també es retira d'hora, abans de l'alba. El seu vol és alt, recte i ràpid (de fins a 50 km/h), i intercala picats i planatges.
Espècie gregària, es reuneix en colònies que van des d'unes quantes desenes fins a centenars d'individus.

## Espècies semblants
El nòctul petit és de mida una mica més petita i de tonalitats generalment més fosques, i té els pèls bicolors, més foscos a la base que a la punta.
El nòctul gegant és de mida força més grossa: la longitud de l'avantbraç supera els 60 mm.